# Herb Schaan

Herb Schaan.

Herb Schaan – jeden z symboli gminy Schaan w postaci herbu nadany przez księcia Franciszka Józefa II 26 listopada 1948 roku.
Herb stanowi tarcza podzielona w słup, a pola oddzielone są od siebie srebrnym słupem. W polu pierwszym znajduje się złoty kłos zboża na niebieskim tle symbolizujący rolnictwo, natomiast w polu drugim poczwórna, srebrna fala na czerwonym tle symbolizująca Ren.
Obecna postać herbu jest uproszczoną wersją symbolu nadanego jeszcze w 1938 roku. Również była to tarcza podzielona w słup, jednak pola oddzielała szara łopata lub lemiesz o srebrnej rękojeści wbita w zielone trójwzgórze znajdujące się w dolnej części tarczy. W polu niebieskim znajdowały się trzy związane kłosy, zaś pole czerwone przecinał z prawa na skos srebrny falowany pas, na którego środku znajdowały się dwa skrzyżowane, czarne wiosła, które symbolizowały pierwszą historyczną przeprawę promową przez Ren. Nad tarczą znajdowały się mury miejskie z wieżą kościoła.